# Senneçay
Senneçay ist eine französische Gemeinde mit 451 Einwohnern (Stand: 1. Januar 2022) im Département Cher in der Region Centre-Val de Loire. Sie gehört zum Arrondissement Bourges und zum Kanton Trouy. Die Einwohner werden Senecéens genannt.

## Geographie
Senneçay liegt etwa 15 Kilometer südsüdöstlich von Bourges in Zentralfrankreich. Umgeben wird Senneçay von den Nachbargemeinden Plaimpied-Givaudins im Norden, Saint-Just im Nordosten, Vorly im Osten, Saint-Germain-des-Bois im Süden, Levet im Südwesten und Westen sowie Lissay-Lochy im Nordwesten.

## Bevölkerungsentwicklung
| Jahr                       | 1962 | 1968 | 1975 | 1982 | 1990 | 1999 | 2006 | 2019 |
| Einwohner                  | 305  | 328  | 288  | 258  | 347  | 345  | 420  | 468  |
| Quellen: Cassini und INSEE |      |      |      |      |      |      |      |      |

## Sehenswürdigkeiten

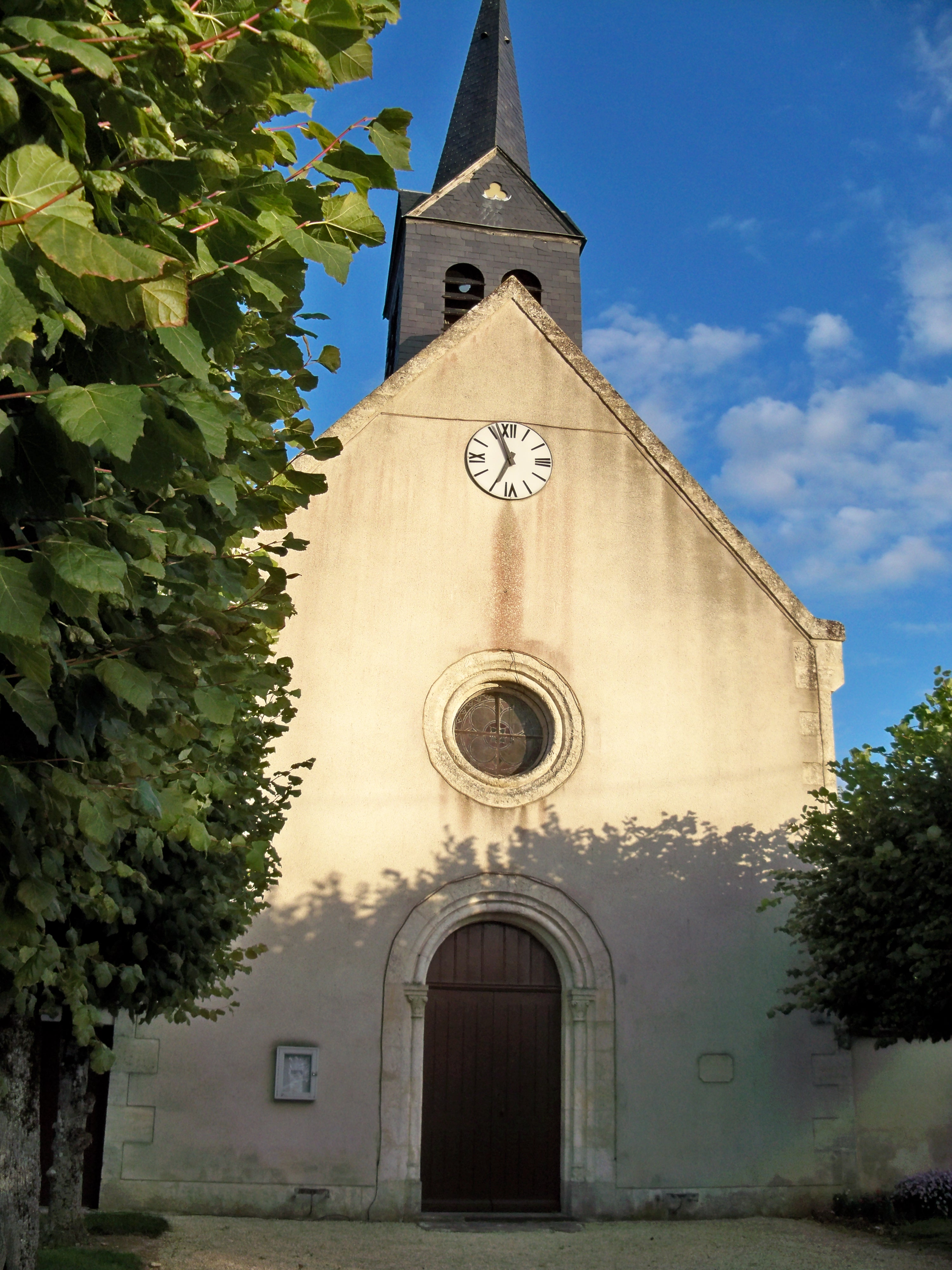
Kirche Saint-Pierre

- Kirche Saint-Pierre